# 1 نوفمبر
- السبت
- الأحد
- الاثنين
- الثلاثاء
- الأربعاء
- الخميس
- الجمعة

- 110 جمادى الأولى 1447  هـ
- 211 جمادى الأولى 1447  هـ
- 312 جمادى الأولى 1447  هـ
- 413 جمادى الأولى 1447  هـ
- 514 جمادى الأولى 1447  هـ
- 615 جمادى الأولى 1447  هـ
- 716 جمادى الأولى 1447  هـ
- 817 جمادى الأولى 1447  هـ
- 918 جمادى الأولى 1447  هـ
- 1019 جمادى الأولى 1447  هـ
- 1120 جمادى الأولى 1447  هـ
- 1221 جمادى الأولى 1447  هـ
- 1322 جمادى الأولى 1447  هـ
- 1423 جمادى الأولى 1447  هـ
- 1524 جمادى الأولى 1447  هـ
- 1625 جمادى الأولى 1447  هـ
- 1726 جمادى الأولى 1447  هـ
- 1827 جمادى الأولى 1447  هـ
- 1928 جمادى الأولى 1447  هـ
- 2029 جمادى الأولى 1447  هـ
- 2130 جمادى الأولى 1447  هـ
- 221 جمادى الآخرة 1447  هـ
- 232 جمادى الآخرة 1447  هـ
- 243 جمادى الآخرة 1447  هـ
- 254 جمادى الآخرة 1447  هـ
- 265 جمادى الآخرة 1447  هـ
- 276 جمادى الآخرة 1447  هـ
- 287 جمادى الآخرة 1447  هـ
- 298 جمادى الآخرة 1447  هـ
- 309 جمادى الآخرة 1447  هـ
- 110 جمادى الآخرة 1447  هـ
- 211 جمادى الآخرة 1447  هـ
- 312 جمادى الآخرة 1447  هـ
- 413 جمادى الآخرة 1447  هـ
- 514 جمادى الآخرة 1447  هـ

1 نوفمبر أو 1 تشرين الثاني أو يوم 1 \ 11 (اليوم الأول من الشهر الحادي عشر) هو اليوم الخامس بعد الثلاثمائة (305) من السنة، أو السادس بعد الثلاثمائة (306) في السنوات الكبيسة، وفقًا للتقويم الميلادي الغربي (الغريغوري). يبقى بعده 60 يومًا على انتهاء السنة.

## أحداث
- 1179 ـ تتويج فيليب الثاني ملكًا على فرنسا.
- 1623 - هزم فخر الدين المعني أمير الشوف في جبل لبنان في معركة عنجر جيشا بقيادة والي دمشق مصطفى باشا.
- 1869 - افتتاح دار الأوبرا الخديوية في مصر.
- 1897 - تأسيس نادي اليوفنتوس الإيطالي لكرة القدم.
- 1908 - السلطان عبد الحميد الثاني يعين الشريف حسين أميرًا على مكة.
- 1911 - إلقاء أول قنبلة من طائرة حربية إيطالية وذلك خلال الحرب العثمانية الإيطالية.
- 1914 - قيام الحرب بين الدولة العثمانية والإمبراطورية الروسية خلال الحرب العالمية الأولى.
- 1922 - مصطفى كمال أتاتورك يعلن قيام الجمهورية التركية وإلغاء النظام السلطاني بصفة رسمية.
- 1927 - «مجلس النقد الفلسطيني» يصدر الجنيه الفلسطيني والذي بقي متداولًا في فلسطين والأردن حتى عام 1950.
- 1945 - تأسيس منظمة الأمم المتحدة للتربية والعلم والثقافة - يونسكو.
- 1950 -
  - ظهور أولى طائرات ميغ 15 في هجوم على القوات الأمريكية في يالو وذلك أثناء الحرب الكورية.
  - الرئيس الأمريكي هاري ترومان يتعرض لمحاولة اغتيال قام بتنفيذها شخصان من بورتوريكو.
- 1952 - الولايات المتحدة تفجر أول قنبلة هيدروجينية في التاريخ «بجزيرة أنيتوك»، ووصف تفجيرها بأنه أقوى من وهج ألف شمس وبلغ اللهب ميلين عرضًا وألف قدم ارتفاعًا وأحرق أرض الجزيرة تمامًا.
- 1954 - اندلاع الثورة الجزائرية والتي أدت لاستقلال الجزائر
- 1956 - مصر تصادر ممتلكات الفرنسيين والبريطانيين، وسوريا والأردن يقطعان العلاقات الدبلوماسية مع فرنسا وذلك أثناء العدوان الثلاثي.
- 1962 - الاتحاد السوفيتي يطلق أول مركبة فضائية إلى المريخ.
- 1964 - فتح جدار برلين مؤقتًا وذلك للسماح بمرور الذين تجازوا سن الخامسة والستين.
- 1968 - إضراب عام في القدس إحتجاجًا على الإدارة العسكرية الإسرائيلية للمدينة.
- 1969 - توقيع اتفاق لوقف إطلاق النار بين الحكومة اللبنانية ومنظمة التحرير الفلسطينية.
- 1973 - شركات الطيران الأمريكية تلغي 160 رحلة يومية لمواجهة أزمة الوقود بسبب منع الدول العربية تصدير البترول لها نتيجة حرب أكتوبر.
- 1977 - الولايات المتحدة تنسحب من منظمة العمل الدولية.
- 1977 - اكتشاف أكبر حقل لليورانيوم في البحر الأسود.
- 1980 - المركبة الأمريكية فوياجر 1 تبث صورًا من زحل.
- 1982 - مصر تفوز بعضوية مجلس الأمن للمرة الرابعة في تاريخها.
- 1990 - جامعة الدول العربية تبدأ العمل رسميًا من القاهرة بعد عودتها إليها من مقرها المؤقت في تونس.
- 1993 - بدء تطبيق معاهدة ماستريخت بين عدد من دول أوروبا والتي كانت النواة التأسيسية للاتحاد الأوروبي.
- 1996 - إنطلاق بث قناة الجزيرة من العاصمة القطرية الدوحة.
- 2009 - المرشح لانتخابات الرئاسة الأفغانية عبد الله عبد الله يقرر عدم المشاركة في الجولة النهائية منها وذلك على خلفية عدم تحقيق مطالبه بضمان انتخابات عادلة.
- 2010 - الإعلان عن فوز مرشحة «حزب العمال البرازيلي» الحاكم ديلما روسيف بمنصب الرئيس في جولة الإعادة من الانتخابات لتخلف الرئيس المنتهية ولايته لويس إيناسيو لولا دا سيلفا، وتكون بذلك أول امرأة تتولى الرئاسة في البرازيل.
- 2012 - انقلاب شاحنة تحمل صهريج غاز أدى لحادثة انفجار في شرق العاصمة السعودية الرياض راح ضحيتها 22 قتيل و132 مصاب.
- 2013 - اغتيال حكيم الله محسود زعيم حركة طالبان باكستان بعد هجمة نفذتها طائرة دون طيار تابعة لوكالة المخابرات المركزية في إقليم وزيرستان بباكستان.
- 2015 -
  - إعصار تشابالا يضرب جزر أرخبيل سقطرى ويتجه نحو مدينة المكلا شرقي اليمن.
  - النتائج شبه النهائية للانتخابات التشريعية التركية تُظهر استعادة حزب العدالة والتنمية أغلبيته في البرلمان التي كان قد خسرها في انتخابات يونيو.

## مواليد
- 846 - لويس الثاني ملك فرنسا.
- 1339 - رودولف الرابع دوق النمسا.
- 1351 - ليوبولد الثالث دوق النمسا.
- 1526 - كاثرين ياغيلون، ملكة سويدية.
- 1530 - أتين دي لابويسيه، كاتب وقاضي فرنسي.
- 1549 - الملكة آنا، زوجة فيليب الثاني ملك إسبانيا.
- 1629 - أوليفر بلانكيت، عالم لاهوتي كاثوليكي أيرلندي.
- 1636 - نيكولا بوالو، كاتب وشاعر فرنسي.
- 1757 - أنطونيو كانوفا، رسام إيطالي.
- 1762 - سبنسر برسيفال، رئيس وزراء المملكة المتحدة.
- 1764 - ستيفن فان رينسيلار، نائب حاكم ولاية نيويورك، وعضو في الكونغرس الأمريكي عن ولاية نيويورك، وميجر جنرال في الجيش الشعبي لولاية نيويورك.
- 1778 - الملك غوستاف الرابع أدولف، ملك السويد.
- 1782 - فريديريك روبنسون، رئيس وزراء المملكة المتحدة.
- 1815 ـ كروفورد لونغ، جراح أمريكي، وأول من استخدم الإيثر في التخدير.
- 1838 - خيندروب غياتسو، الدالاي لاما الحادي عشر.
- 1871 - ستيفن كرين، روائي وكاتب أمريكي.
- 1878 - كارلوس سافيدرا لاماس، سياسي وأكاديمي أرجنتيني حاصل على جائزة نوبل للسلام عام 1936.
- 1880 - ألفريد فاجنر، عالم وفلكي ألماني.
- 1889 - فيليب نويل بيكر، سياسي بريطاني حاصل على جائزة نوبل للسلام عام 1959.
- 1911 - هنري ترويا، كاتب فرنسي من أصل روسي.
- 1921 - وديع الصافي، مغني لبناني.
- 1924 - سليمان ديميريل، رئيس تركيا.
- 1933 - طارق البشري، قاض ومفكر مصري.
- 1935 - إدوارد سعيد، مفكر أمريكي من أصل فلسطيني.
- 1937 - عبد العزيز المسعود، ممثل كويتي.
- 1938 - عادل الروسان، شاعر أردني.
- 1939 - برنار كوشنار، طبيب فرنسي ومؤسس منظمة أطباء بلا حدود ووزير خارجية فرنسا.
- 1940 - فؤاد خليل، ممثل مصري.
- 1943 - سلفاتور أدامو، مغني بلجيكي / إيطالي.
- 1944 - رفيق الحريري، رئيس وزراء لبناني.
- 1950 - روبرت لافلين، عالم فيزياء أمريكي حاصل على جائزة نوبل في الفيزياء عام 1998.
- 1951 - الشيخ سالم عبد العزيز الصباح، محافظ بنك الكويت المركزي.
- 1953 - مارك باتا، حكم كرة قدم فرنسي.
- 1958 - راشيل تكوتين، ممثل أمريكي.
- 1959 -
  - ماجد عبد الله، لاعب كرة قدم سعودي.
  - محسن محي الدين، ممثل مصري.
  - وفاء موصللي، ممثلة سورية.
- 1960 - تيم كوك، الرئيس التنفيذي لشركة أبل.
- 1963 - مارك هيوز، لاعب ومدرب كرة قدم ويلزي.
- 1971 -
  - منيرة عاشور، إعلامية كويتية.
  - أمية ملص، ممثلة سورية.
- 1972 -
  - توني كوليت، ممثلة أسترالية.
  - بول ديكوف، لاعب كرة قدم اسكتلندي.
- 1973 -
  - آيشواريا راي، ممثلة هندية وملكة جمال العالم لعام 1994.
  - سعود الشويعي، ممثل كويتي.
- 1974 - فيصل بن فرحان بن عبد الله آل سعود، وزير الخارجية.
- 1979 - لويس دلغادو، لاعب كرة قدم أنغولي.
- 1981 - تركي عبد الله، مغني سعودي.
- 1984 - ميلوش كراسيتش، لاعب كرة قدم صربي.
- 1992 - ريان نوبل، لاعب كرة قدم إنجليزي.
- 1993 - صالح الشهري، لاعب كرة قدم سعودي.

## وفيات
- 1642 - جان نيكوليه، مستكشف فرنسي.
- 1646 - جوليو رومانو، رسام ومهندس معماري إيطالي.
- 1700 - الملك كارلوس الثاني، ملك إسبانيا.
- 1894 - ألكسندر الثالث، إمبراطور الإمبراطورية الروسية.
- 1903 - تيودور مومسن، كاتب ألماني حاصل على جائزة نوبل في الأدب عام 1902.
- 1906 - عرفة بن محمد، أمير مغربي من الأسرة العلوية.
- 1930 - ألفريد فاجنر، عالم وفلكي ألماني.
- 1953 - سليم تلحوق، طبيب وسياسي لبناني.
- 1955 - ديل كارنيجي، كاتب أمريكي.
- 1972 - عزرا باوند، شاعر أمريكي.
- 1985 - فؤاد حداد، شاعر مصري.
- 1992 - محمد الشريف مستغانمي، أديب جزائري.
- 1993 - سيفيرو أوتشوا، عالم كيمياء حيوية أمريكي حاصل على جائزة نوبل في الطب عام 1959.
- 2006 - أدريان شيلي، ممثلة أمريكية.
- 2007 -
  - أحمد شفيق، طبيب وجراح مصري.
  - بول تبيتس، طيار أمريكي قام بإلقاء القنبلة الذرية على هيروشيما.
- 2011 - أحمد الهوان، عميل مصري لجهاز المخابرات العامة المصرية.
- 2013 - حكيم الله محسود، زعيم حركة طالبان باكستان.
- 2020 - ونيس بوخمادة، عسكري ليبي.
- 2023 - جواهر، ممثلة كويتية.

## أعياد ومناسبات
- يوم اندلاع الثورة التحريرية في الجزائر.
- عيد الاستقلال في أنتيغوا وباربودا.
- اليوم العالمي للخضريين

## وصلات خارجية
- النيويورك تايمز: حدث في مثل هذا اليوم.
- BBC: حدث في مثل هذا اليوم.